# Rheinmetall

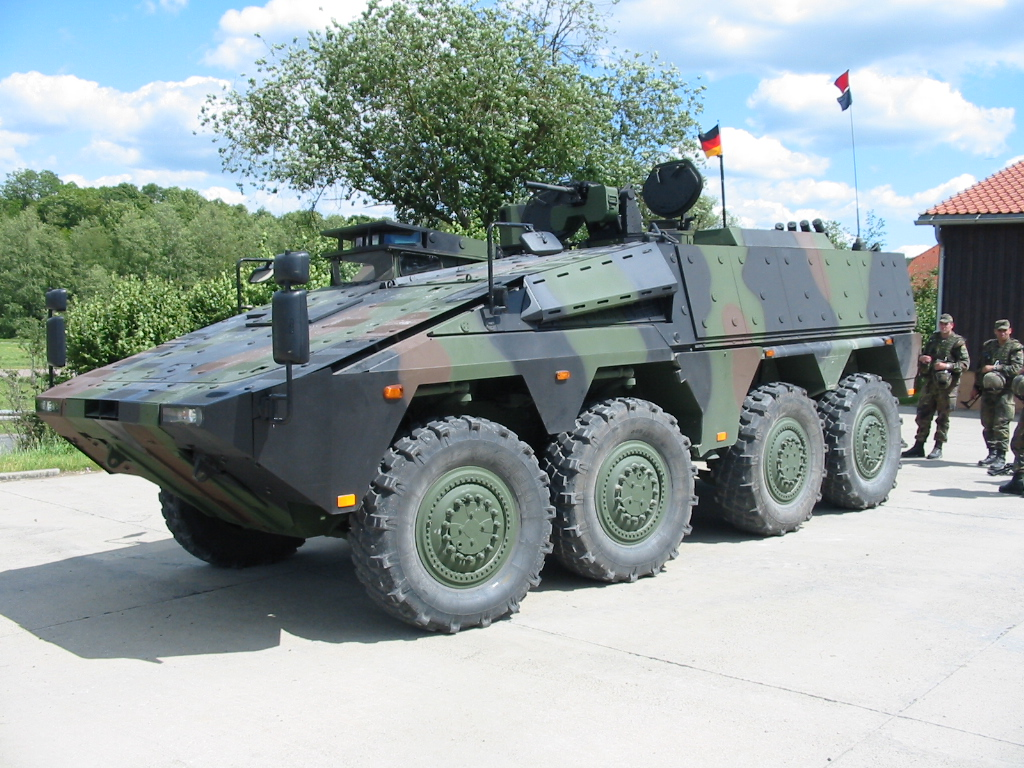
Obrněný transportér Boxer

Rheinmetall AG je německý strojírenský koncern, jeden z největších výrobců vojenského materiálu a zbraní v Německu i v Evropě, založený roku 1889. Sídlo má společnost ve městě Düsseldorf a výrobní závody ve městech Düsseldorf, Kassel a Unterlüß.

## Historie
V roce 1889 podnikatel a vynálezce Heinrich Ehrhardt založil malou společnost na výrobu zbraní a střeliva. Později společnost rozšířila sortiment a začala vyrábět děla. Do začátku první světové války se společnost stala největším výrobcem zbraní v Německu. Od ledna 1914 zaměstnávala více než 8 000 lidí, v roce 1915 zaměstnávala 14 000 lidí a před koncem války se počet zvýšil na 48 000.
Do konce roku 1917 společnost vyráběla denně více než 2,5 mil. nábojů a granátů, více než 500 pistolí, pušek a kulometů a 50 různých dělostřeleckých zbraní. Po uzavření smlouvy ve Versailles v červenci 1919 bylo Německu zakázáno vyrábět zbraně velké ráže, což společnost Rheinmetall citelně postihlo. V důsledku toho musela přejít na civilní (nevojenskou) výrobu.

## Obnova
Roku 1933 Rheinmetall koupila zkrachovalou (zbankrotovanou) železniční společnost Borsig a určitou dobu potom nesla název Rheinmetall-Borsig. Od poloviny 30. let 20. století začala intenzivně zvyšovat výrobu zbraní. Vyráběly se pistole, kulomety, samopaly, protitankové kanóny, houfnice a obrněné vlaky. V roce 1937 její divize Alkett zřídila nedaleko Berlína výrobu tanků, které byly vykazovány kvůli smlouvě jako zemědělské traktory. V roce 1941 došlo ke změně vedení společnosti. Rheinmetall byl podřízen státnímu koncernu Reichswerke Hermann Göring, který byl zodpovědný za správu vojenských továren v Německu. Od té doby společnost postupně zvyšovala výrobu a stala se z ní jedna z předních zbrojovek v Evropě.

## Nejznámější produkty společnosti
- 1932 – Leichttraktor,
- 1935 – kulomet MG 34,
- 1940 – kulomet MG 15,
- 1940 – kulomet MG 131,
- 1941 – kulomet MG 17,
- 1965 – tank Leopard 1
- 1969 – kulomet MG3,
- 1969 – bojové vozidlo pěchoty Marder,
- 1976 – obojživelné průzkumné bojové obrněné vozidlo Luchs,
- 1976 – obrněný transportér Condor,
- 1979 – obrněný transportér Fuchs,
- 1989 – lehce obrněné pásové vozidlo Wiesel,
- 2001 – tank Leopard 2
- 2006 – víceúčelový obrněný transportér Boxer,
- 2007 – bojové vozidlo pěchoty Puma,
- 2011 – bojové vozidlo pěchoty TH-495.
- 2022 – KF51 Panther

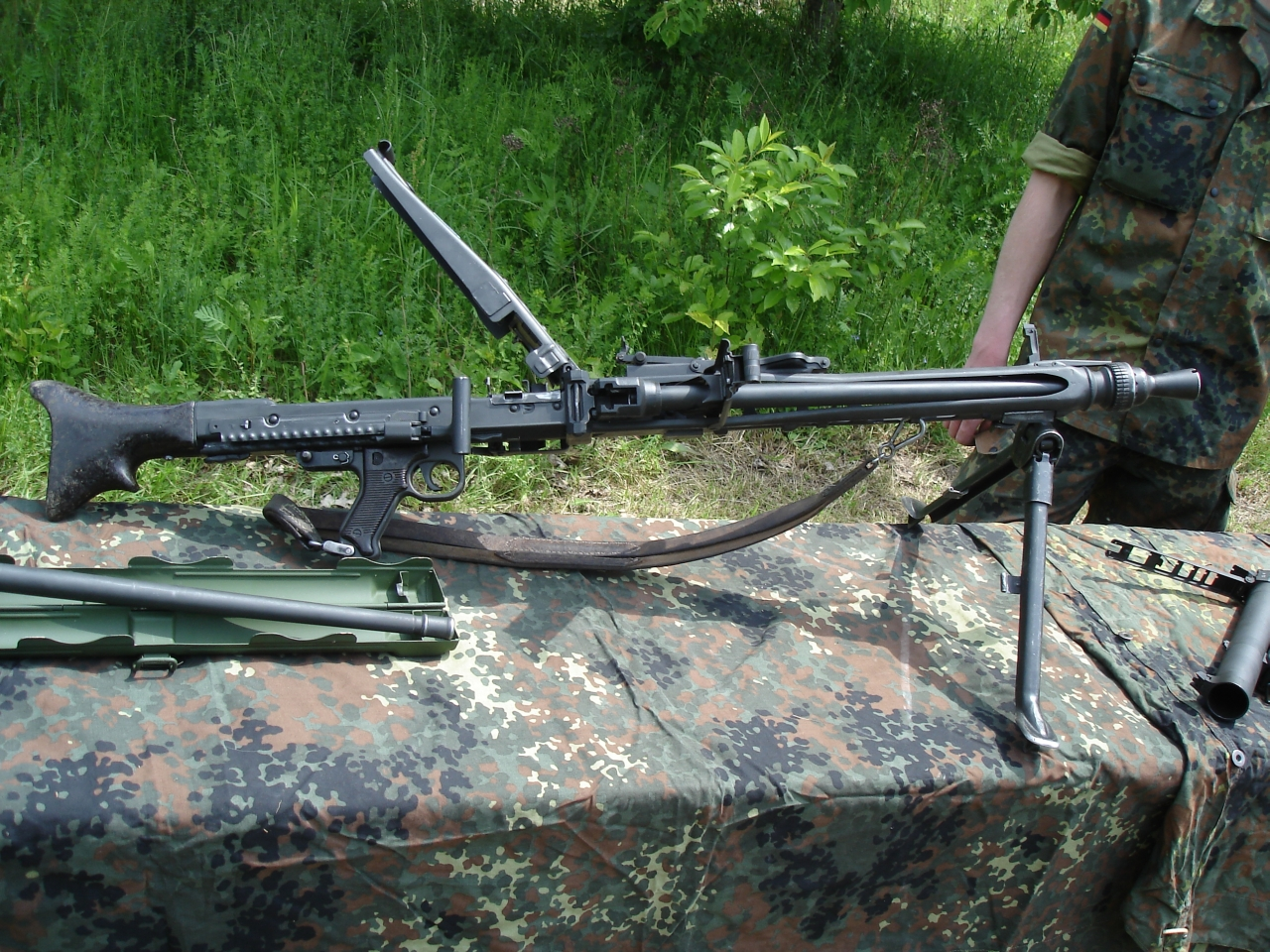
Kulomet MG 3
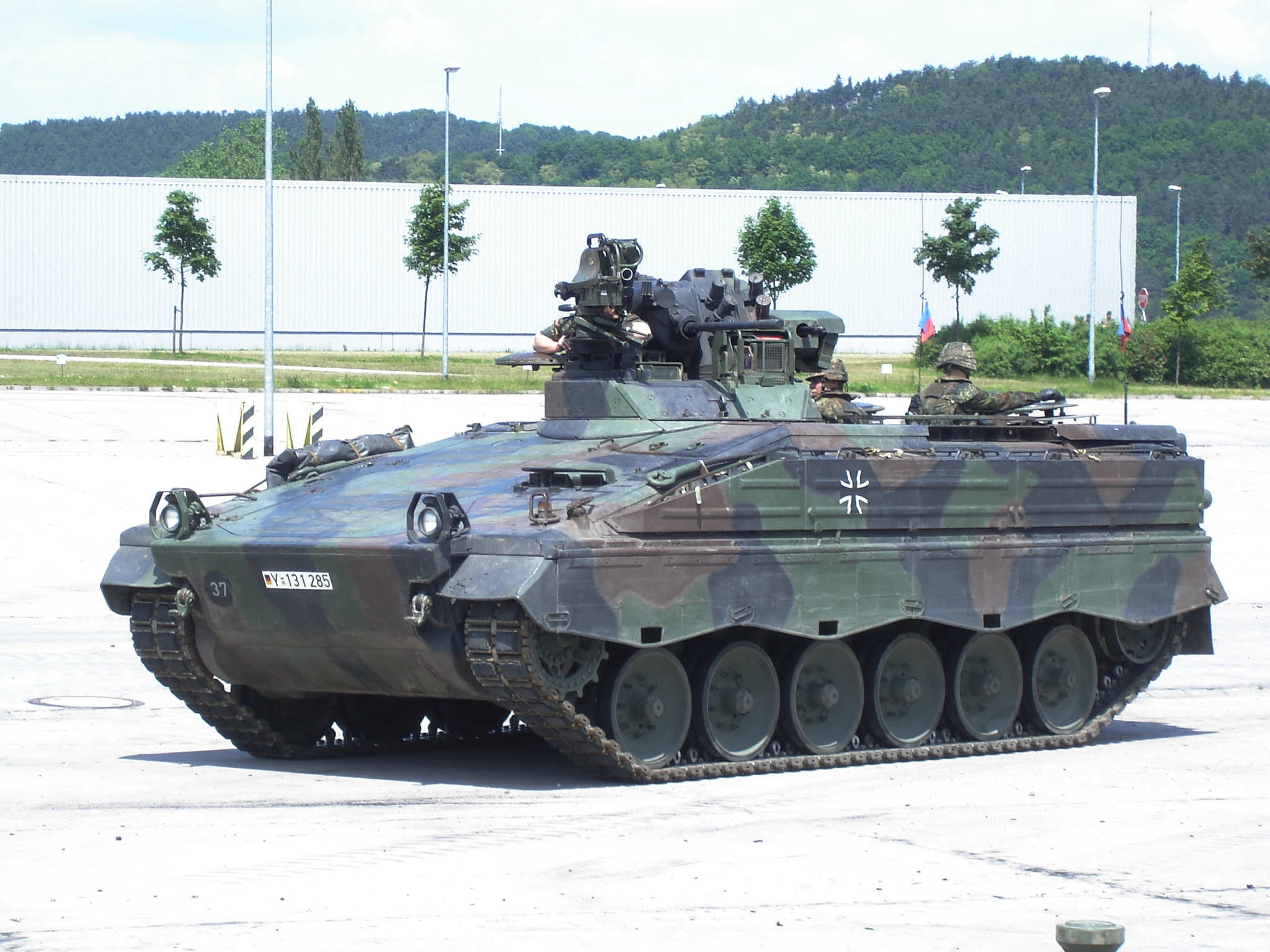
Marder
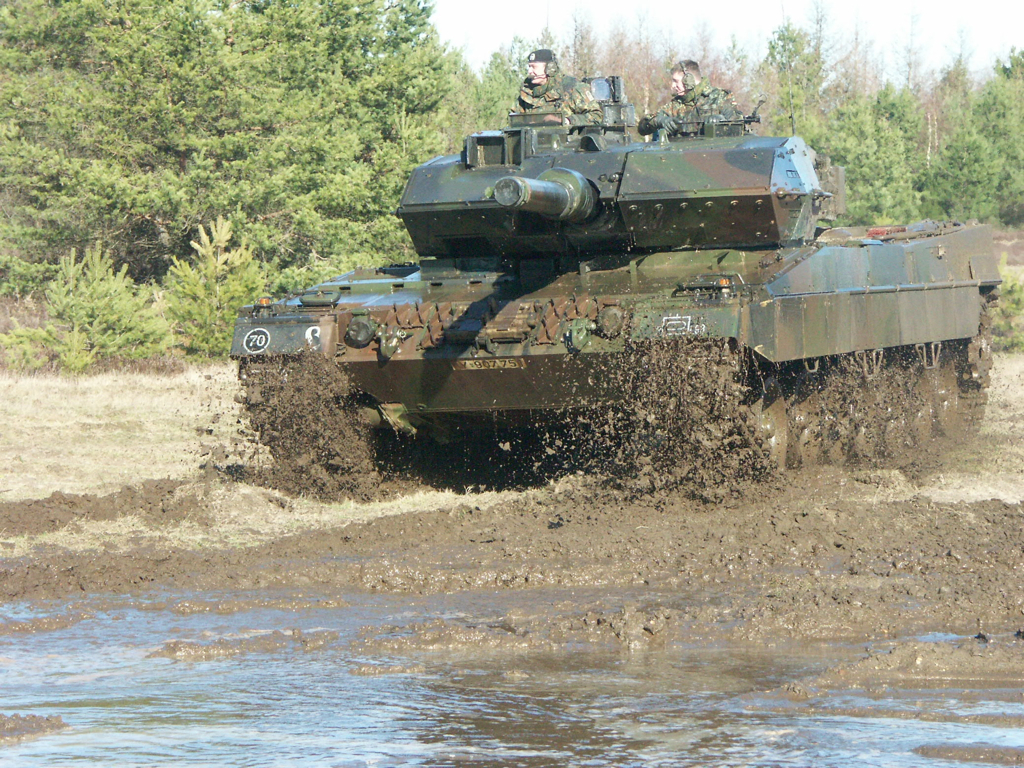
Leopard 2
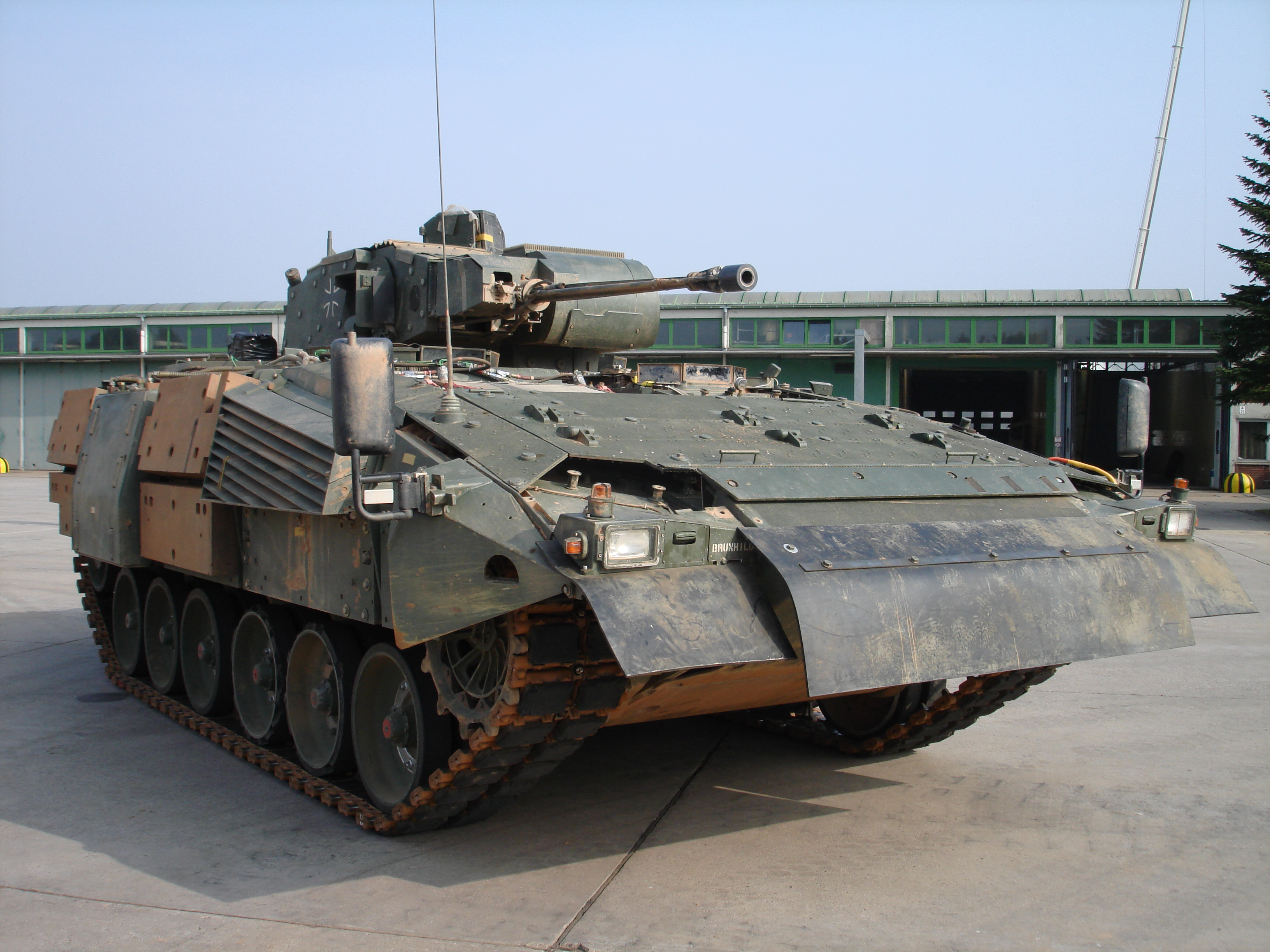
Puma